# Бертримон
Бертримон (фр. Bertrimont) насеље је и општина у северној Француској у региону Горња Нормандија, у департману Приморска Сена која припада префектури Дјеп.
По подацима из 2011. године у општини је живело 227 становника, а густина насељености је износила 47,89 становника/km². Општина се простире на површини од 4,74 km². Налази се на средњој надморској висини од 147 метара (максималној 162 m, а минималној 114 m).

## Демографија
| 1962. | 1968. | 1975. | 1982. | 1990. | 1999. | 2011. |
| ----- | ----- | ----- | ----- | ----- | ----- | ----- |
| 95    | 125   | 117   | 115   | 124   | 195   | 227   |

График промене броја становника у току последњих година